# Decea, Alba

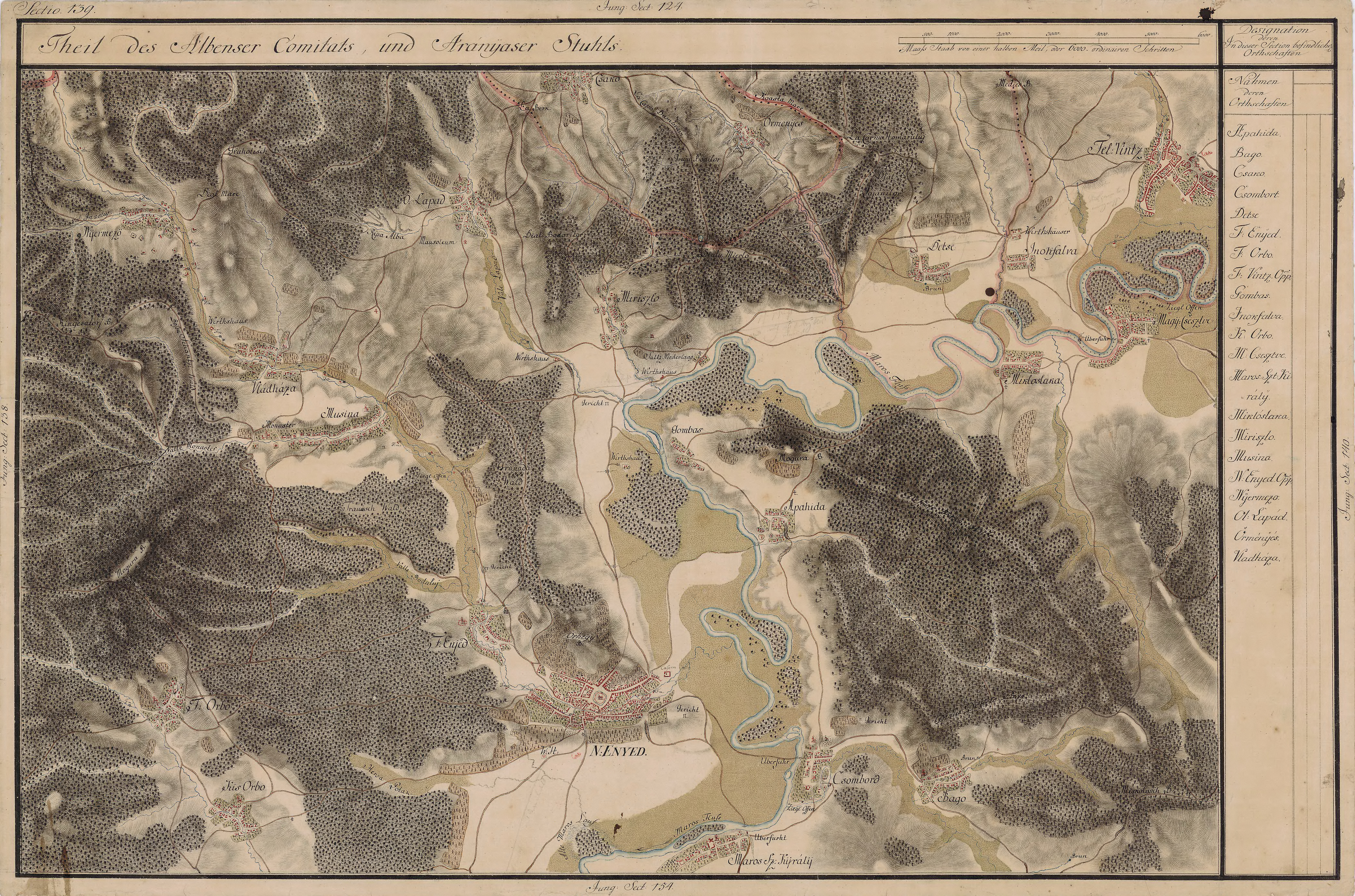
Decea (Détse) pe Harta Iosefină a Transilvaniei,
1769-1773 (Sectio 139)

Decea (în maghiară Marosdécse) este un sat în comuna Mirăslău din județul Alba, Transilvania, România.

## Date geografice
Altitudinea medie: 257 m.

## Istoric
Pe teritoriul acestui sat s-a descoperit în anul 1888 un cimitir de înhumație de la sfârșitul Neoliticului, în care s-au descoperit unelte din piatră cioplită (topoare) și din bronz (topoare cu tăișuri în cruce), vase din ceramică, coliere de mărgele din cupru și din cochilii de scoică, precum și urmele unei așezări rurale romane din sec. II-III d.C., cu bogat inventar (ceramică, arme, obiecte de uz gospodăresc, o statuetă a unei divinități feminine etc). Situl arheologic de la Decea din punctul “După Garduri” este înscris pe lista monumentelor istorice din județul Alba elaborată de Ministerul Culturii și Patrimoniului Național din România în anul 2010.
Pe Harta Iosefină a Transilvaniei din 1769-1773 (Sectio 139) localitatea apare sub numele de „Détse”.

## Monumente
- La sud de sat, săpat în malul Mureșului, s-a descoperit, în 1888, un Mitraeum[3] format din două încăperi. Pronaosul era în mare parte distrus de Mureș, dar în cella, bine conservată s-au descoperit o statuie a lui Mithra Petrogenitus, două altare votive închinate divinității și alte fragmente de la reliefuri votive.
- Monumentul Eroilor Români din Primul Război Mondial. Monumentul este un obelisc, terminat cu o cruce, amplasat în cimitirul greco-catolic din satul Decea, obelisc înălțat în anul 1925 în memoria eroilor români din Primul Război Mondial. Monumentul este realizat din calcar și are o înălțime de 2,5 m. Pe latura de nord a corpului crucii se află un înscris comemorativ: „ÎN MEMORIA EROILOR ROMÂNI DIN DECEA MORȚI ÎN RĂZBOIUL MONDIAL 1914-1919“. Pe laturile de sud și de est sunt înscrise numele a 9 și respectiv 8 eroi. Pe latura de vest este un alt înscris memorial: „Ați murit visând la o Românie Mare/ Iar noi având fericirea de-a vedea/ Idealul neamului împlinit cu dragoste/ Ne cugetăm la voi./Poporul român din Decea“.

## Transporturi
Haltă de cale ferată. 